# Гильи, Фриц
Фриц Гильи (нем. Fritz Gygli; 12 ноября, 1896, Филлах — 27 апреля, 1980, Цюрих) — швейцарский шахматист.

## Биография
В 1920-е и 1930-е годы был постоянным участником крупнейших шахматных турниров в Швейцарии. В 1920 году поделил 3-е — 4-е место в Санкт-Галлене, в 1922 поделил 4-е — 8-е место в Невшателе, в 1924 году поделил 2-е место в Интерлакене, был вторым в Цюрихе в 1925 году, в 1926 году поделил 3-е — 4-е место в Женеве, в 1927 году поделил 5-е — 6-е место в Биле, в 1928 году поделил 4-е — 5-е место в Базеле, в 1930 году был третьим в Шаффхаузене и пятым в Лозанне.
В 1930-е годы занял четвертое место в Берне (1932), там же был пятнадцатым в 1932 году (в турнире победил Александр Алехин), поделил 3-е — 4-е место в Берне в 1933 году, занял одиннадцатое место в Цюрихе в 1934 году (в турнире победил Алехин) и был шестым в Монтрё в 1939 году.
В 1941 году победил на чемпионате Швейцарии по шахматам. 
Представлял сборную Швейцарии на крупнейших командных шахматных турнирах:
- в шахматных олимпиадах участвовал два раза (1928, 1935);
- в неофициальной шахматной олимпиаде участвовал в 1936 году[1].

Также участвовал в товарищеских матчах против сборных Франции (1946), Югославии (1949) и Западной Германии (1952).